# كيمي غا أروجي دي شيتسوجي غا أوري دي
كيمي غا أروجي دي شيتسوجي غا أوري دي (باليابانية:君が主で執事が俺で، بالإنجليزية:You Are the Master and the Servant Is Me)، رواية خفيفة يابانية، لميناتو سوفت. نشرت في 25 ماي 2007 بمختلف الوسائط. اقتبس منها أنمي، وكذلك سلسلة مانغا.

## الشخصيات
- رين إيسوغي (باليابانية:上杉 錬)، مؤدي الصوت: تومازو سوكي.
- شينرا كيونجي (باليابانية:久遠寺 森羅)، مؤدية الصوت: شيزوكا إيتو.
- فينيس[2] (باليابانية:朱子)، مؤدي الصوت: هيو-سي.
- ميو كيونجي (باليابانية:久遠寺 未有)، مؤدي الصوت: يوكي غوتو.

## وصلات خارجية
- الموقع الرسمي للرواية الخفيفة (باليابانية).
- الموقع الرسمي للأنمي (باليابانية).
- كيمي غا أروجي دي شيتسوجي غا أوري دي في قاعدة بيانات الرواية المرئية